# Friedrich-Albert-Lange-Schule
Die Friedrich-Albert-Lange-Schule (kurz: FALS) ist eine von vier Gesamtschulen in Solingen. Die nach Friedrich Albert Lange (1828–1875) benannte Schule wird von etwa 1.500 Schülern besucht, die von etwa 120 Lehrkräften und sechs Referendaren unterrichtet werden. Seit dem Schuljahr 2008/2009 fördert die Friedrich-Albert-Lange-Schule als eine von fünf NRW-Sportschulen den Nachwuchsleistungssport in Nordrhein-Westfalen.

## Geschichte
Gegründet wurde die Gesamtschule mit dem Beginn des Schuljahrs 1990/91 im Schulgebäude der ehemaligen Hauptschule Wald. Ein Erweiterungsgebäude wurde 1994 eingerichtet, da die Schule inzwischen auf sechs Züge erweitert wurde. Ein weiteres Nebengebäude, in dem heute die Jahrgänge 5 und 6 unterrichtet werden, wurde 1996 eingeweiht. Dieses Nebengebäude befindet sich ca. 200 Meter vom Hauptgebäude entfernt an der Schwindstraße. Im Jahre 2000 wurde zudem eine dreigliedrige Mehrzweckturnhalle errichtet. Eine neue Leistungssporthalle für die NRW-Sportschüler wurde 2012 eingeweiht.

## Die Schule heute

### Gymnasiale Oberstufe
Seit dem Schuljahr 1996/1997 gibt es an der Friedrich-Albert-Lange-Schule eine gymnasiale Oberstufe. Jährlich schließen über 100 Schüler ihre Schullaufbahn mit dem Abitur nach 13 Jahren (bzw. Fachhochschulreife nach 12 Jahren) ab.

### NRW-Sportschule
Seit dem 23. August 2007 ist die Friedrich-Albert-Lange-Schule nach einer Entscheidung des Innenministeriums des Landes Nordrhein-Westfalen eine von fünf NRW-Sportschulen. Die Bewerbung mit einem Sportförderkonzept erfolgte bereits im Januar 2007 zusammen mit der Stadt Solingen. Die ersten Sportklassen starteten im Schuljahr 2008/2009. Ein erfolgreicher Schwerpunkt ist Fechten in Zusammenarbeit mit dem Walder Sportverein Fechtzentrum Solingen e. V. an der Altenhofer Straße.

### Theatertage
Seit 1998 veranstaltet Peter Wirtz von der Friedrich-Albert-Lange-Schule in Solingen die Theatertage Wald. Im Rahmen dieser überregional bekannten Veranstaltung treffen jugendliche Schauspieler auf internationale Künstler. Das Programm der Walder Theatertage findet jedes Jahr von Mai bis Juli statt. Amateurtheatergruppen aus NRW können sich um den ausgeschriebenen Preis der Stadt Solingen mit einer eigenen Produktion bewerben. Im Mai werden in drei Tagen alle Wettbewerbsbeiträge einer Jury und dem Publikum gezeigt. Das Rahmenprogramm des Festivals wird jeweils Anfang März veröffentlicht. Den Höhepunkt des Programmes bildet ein dreitägiges Straßentheaterfestival rund um die Walder Kirche sowie die Theatergala im Pina-Bausch-Saal der Stadt Solingen, in der auch die Wettbewerbspreisträger veröffentlicht werden.